# Phygadeuon elongatus
Phygadeuon elongatus är en stekelart som först beskrevs av Tohru Uchida 1930.  Phygadeuon elongatus ingår i släktet Phygadeuon och familjen brokparasitsteklar. Inga underarter finns listade i Catalogue of Life.